# ۵۷۴ (قمری)
۵۷۴ (قمری)، پانصد و هفتاد و چهارمین سال در گاهشماری هجری قمری است. اول محرم این سال برابر با بیست و ششم ژوئن سال ۱۱۷۸ میلادی است.

## وابسته
- تاریخ بخارا